# Fritz Breuer (Mediziner)
Fritz Breuer (* 3. Oktober 1896 in Bonn-Beuel; † 5. Oktober 1965 in Alzen) war ein deutscher Chirurg.

## Leben
Fritz Breuers Vater Friedrich „Fritz“ Breuer war von 1891 bis 1919 Bürgermeister von Vilich.
Breuer studierte Medizin an der Universität zu Köln und an der Rheinischen Friedrich-Wilhelms-Universität Bonn und wurde 1921 in Köln mit einer Arbeit über „Vegetatives Nervensystem und Blutbild, speziell bei der chirurgischen Tuberkulose“ promoviert. Danach begann er seine medizinische Laufbahn als Assistenzarzt in der inneren Abteilung des St. Vinzenz-Hospitals in Köln-Nippes. Von 1922 bis 1923 war er am Pathologischen Institut der Universitätsklinik sowie an der Universitätsfrauenklinik Köln tätig. Es folgten zwölf Jahre als Assistenz- und Oberarzt unter Otto Tilmann und Hans von Haberer an der Chirurgischen Universitätsklinik zu Köln. Breuer veröffentlichte zahlreiche Artikel in medizinischen Fachzeitschriften. 1935 wurde er Chefarzt der chirurgischen Abteilung an dem zu Beginn des 21. Jahrhunderts abgerissenen Hospital Zum Heiligen Geist in Hagen-Haspe.
1948 beherbergte die Familie Breuer Joseph Caspar Witsch und dessen Familie in ihrem Wohnhaus in Hagen-Haspe, nachdem diese aus Jena geflüchtet waren. Die Familien Witsch und Breuer waren seit den 1920er Jahren in Köln befreundet. Im November 1948 zählte Breuer zu den ersten Anteilseignern des Verlags Kiepenheuer & Witsch. Breuer betätigte sich auch als Mäzen. So förderte er durch Ankäufe den Hagener Maler Emil Schumacher und andere. Eine erste Kunstsammlung Breuers war durch einen Bombenangriff verbrannt, nach dem Krieg baute er mit seiner Frau Maria erneut eine private Kunstsammlung auf. Das Haus der Breuers galt als literarischer und künstlerischer Treffpunkt.
Fritz Breuer war bis 1964 Chefarzt des Hospitals zum Heiligen Geist in Hagen-Haspe. Er starb 1965, zwei Tage nach seinem 69. Geburtstag, in Alzen bei Morsbach. Er hinterließ seine Frau und einen Sohn.

## Publikationen (Auswahl)
- Vegetatives Nervensystem und Blutbild, speziell bei der chirurgischen Tuberkulose, Dissertation, Deutsche Zeitschrift für Chirurgie 164 (1921) OCLC 72846365[3]
- Subakute Leberatrophie mit Ileus, Münchener Medizinische Wochenschrift 1922[3]
- Biologische und klinische Bedeutung der Stalagnome, Zeitschrift für klinische Medizin 95 (1922)[3]
- Parenterale Eiweißtherapie mittels haemolysierten Eigenblutes, Monatsschrift für Gynäkologie und Geburtshilfe 65 doi:10.1159/000298692
- Multiple, chronische, nicht spezifische Sehnenscheidenerkrankung, Archiv für Klinische Chirurgie 141 (1926) ISSN 0365-3706[3]
- Fistula auriculae congenita, Deutsche Zeitschrift für Chirurgie 1928 ISSN 0367-0023[3]
- Traumat. Subcut. Intestinalprlaps, Zentralblatt für Chirurgie 1928 ISSN 0044-409X[3]
- Bedeutung der nicht eitrigen Entzündungsprozesse des Gehirns, Folgezustände für die Chirurgie, Deutsche Zeitschrift für Chirurgie 221 (1929) ISSN 0367-0023[3]
- Einseitige postoperative Zwerchfellschädigung, Deutsches Archiv für klinische Medizin 161 (1930) ISSN 0366-8576[3]
- Naevus und Entwicklungsstörungen, Vortrag Deutscher Unfallkongress Würzburg 1934, Archiv Orthopädie usw. 35 u. Deutsche Zeitschrift für Chirurgie 244 (1935) ISSN 0367-0023[3]
- Salzsäureverätzungen des Magens, Zentralblatt für Chirurgie 1935 ISSN 0044-409X[3]
- Veratmungspyelogramm für die Erkennung paranephrit. Abszesse, Zentralblatt für Chirurgie 1937 ISSN 0044-409X[3]
- Penicillinprophylaxe (mit Günter Mußgnug), Zentralblatt für Chirurgie 1950 ISSN 0044-409X[3]